# Current Organic Synthesis
Current Organic Synthesis (abrégé en Curr. Org. Synth.) est une revue scientifique à comité de lecture qui publie des articles dans tous les domaines de la chimie organique.
D'après le Journal Citation Reports, le facteur d'impact de ce journal était de 2.117 en 2014. Le directeur de publication est Eduardo A. Castro (université nationale de La Plata, Argentine).